# Friedrich Paul Jacobi
Friedrich Paul Jacobi (* 8. Mai 1727 in Tucheband/Neumark; † 8. Juni 1758 in Olmütz) war ein preußischer Leutnant der Artillerie und Lehrer für Mathematik beim Artillerie-Korps, Mitglied der Königlich-Preußischen Akademie der Wissenschaften.

## Abstammung und wissenschaftliche Ausbildung
Seine Eltern waren der Pfarrer Adam Friedrich Jacobi (1697–1781) aus Tucheband, Sohn des Pfarrers Friedrich Jacobi (1642–1744), und seiner Ehefrau Sophie Magdalene Meyer, Tochter des lippischen Regierungsrates Lic.jur. und Advocat in Hannover Johann Ludwig Meyer, Assessor der Justiz in Hildesheim und Berater des Grafen zu Schaumburg Lippe.
Friedrich Paul Jacobi und sein etwas jüngerer Bruder August Johann Jacobi, der spätere Justizrat in Königsberg, erhielten die erste Ausbildung durch ihren Großvater Friedrich Jacobi und erlernten die griechische und lateinische Sprache, Geschichte und Geographie sowie die Grundzüge der Theologie sowie der hebräischen Sprache. Die Ausbildung wurde fortgesetzt auf dem Kolleg in Küstrin, das von dem Rektor Helmereich geleitet wurde.
Ab dem Jahre 1744 besuchten die Brüder die Universität in Halle. Sie studierten Theologie bei Siegmund Jakob Baumgarten. Friedrich Paul Jacobi setzte sein Studium in Hildesheim fort, um Rechtswissenschaft zu studieren. Er interessierte sich aber auch für Mathematik. Nach einer Aussprache mit seinem Vater entschied er sich, weder das Theologiestudium noch das Studium der Rechtswissenschaften fortzusetzen, sondern er wollte in Berlin Soldat bei den Kanonieren werden, womit sich der Vater einverstanden erklärte.
Mit wem Jacobi verheiratet war, ist unbekannt. Er war Vater des im Jahre 1820 verabschiedeten Oberst Jacobi.

## Mitgliedschaft im Gelehrten Kaffeehaus
Jacobi wurde Mitglied der Gelehrtenvereinigung Gelehrtes Kaffeehaus, die von 1755 bis vermutlich 1759 in Berlin bestand. Zu den Mitgliedern gehörten u. a. die Mathematiker Franz Ulrich Theodor Aepinus (1724–1802), Johann Albrecht Euler (1734–1800), der jüdisch-deutsche Philosoph Moses Mendelssohn (1729–1786), der Schriftsteller, Verlagsbuchhändler, Kritiker, Verfasser satirischer Romane und Reisebeschreibungen, Regionalhistoriker, Hauptvertreter der Berliner Aufklärung Christoph Friedrich Nicolai (1733–1811) sowie der spätere preußische Oberst der Artillerie Karl Friedrich von Moller (1690–1762).
In einer Anmerkung zu einem Brief von Mendelssohn an Lessing vom 9. März 1756, der mit dem „Lieutenant Jacobi“ den Philosophen Alexander Gottlieb Baumgarten (1714–1762) besucht und ihn als „sehr geschickte(n) Mann, einen guten Mathematikus und gründlichen Metaphysiker“  bezeichnet hatte, schilderte Nicolai, dass Jacobi ein treffsicherer Kopf und vorzüglicher Mathematiker gewesen sei. Jacobi kannte Baumgarten aus der Zeit seines Studiums in Halle.
Bei den Zusammenkünften der Gesellschaft hielt Jacobi einen Vortrag „über die Hebewerkzeuge“.

## Militärische Tätigkeit
Jacobi suchte in Berlin den Oberst Johann Friedrich von Merkatz (1698 bis 1763) auf, der ihn in seine Kompanie als Unteroffizier aufnahm. Jacobi konnte beweisen, dass er in allem gut war, um alle Aufgaben eines Soldaten zu erfüllen. Er bewies Mut und Loyalität und nahm an der Einnahme von Leipzig und an der Schlacht bei Kesselsdorf bei Dresden teil. Die Schlacht bei Kesselsdorf entschied den Krieg zugunsten Preußens. Die Sachsen und Österreicher wurden besiegt.
Jacobi verfasste eine Beschreibung dieser Schlacht, die „erste, in der er teilgenommen“ hat. Dabei zeigte er seine Abscheu gegen die Plünderungen. Er sah sich aber außerstande, dagegen zu protestieren.
Im Februar 1746 wurde Jacobi als Unteroffizier in die „Kompanie der Bombardiere“ des Obersten  Ernst Friedrich von Holtzmann (verst. 1759) versetzt. In seiner Freizeit widmete er sich dem Studium der Mathematik und der Physik. Er entwickelte darin besondere Fähigkeiten, sodass sein Vorgesetzter, Leutnant Otten, ihn beauftragte, die Soldaten in Waffentechnik und Landvermessung zu unterrichten.
Unter Friedrich dem Großen wurde vor und nach den Schlesischen Kriegen in den Regimentscollegien mit Eifer an der Ausbildung angehender Artilleristen gearbeitet. Besonders machten sich Johann Heinrich von Holtzmann (der Bruder von Ernst Friedrich von Holtzmann) und Jacobi, dessen seit 1747 und wahrscheinlich schon früher gehaltenes Collegium wohl verloren gegangen ist, um die Ausbildung verdient.
Ab Juli 1749 hatte Jacobi den Vorteil, den preußischen Generalfeldmarschall und Grand Maitre der Artillerie Samuel Graf von Schmettau (1684–1751) kennen zu lernen, der gleichzeitig Kurator der Akademie der Wissenschaften war. Bei einer Vorführung von neuen Waffen gab Jacobi dem Marschall, der zu der Veranstaltung auch Leonhard Euler (1707–1783) und Johann Kies (1713–1781) eingeladen hatte, einen Beweis seiner waffentechnischen Fähigkeiten.
Euler hatte 1745 ein Werk des Engländers Benjamin Robins über die Ergebnisse neuer Forschungen über die Ballistik sowie die Vorzüge gezogener Läufe mit einem eigenen Kommentar ins Deutsche übersetzt. Dieses Werk behandelte die neuen Grundsätze der Artillerie, insbesondere die Bestimmung der Gewalt des Pulvers nebst einer Untersuchung über den Unterschied des Widerstands der Luft in schnellen und langsamen Bewegungen.
Euler war bestrebt, in dieser Übersetzung eine anwendbare Auflösung des Problems des Luftwiderstandes zu liefern.
Gestützt auf die ballistischen Analyse von Euler von 1753 hat Jacob nicht nur die 18 von Euler vorgeschlagenen Tabellen berechnet, sondern insgesamt 36 Tabellen erstellt. Er hat zahlreiche experimentelle Untersuchungen der Mörser- und Kanonenschussbahnen mit Blick auf den Luftwiderstand durchgeführt, und die Beziehung zwischen der Geschwindigkeit, Masse und Einflusswinkel durchgeführt
Als 1751 zwei von ihm verfasste Abhandlungen über Ballistik dem preußischen König Friedrich dem Großen vorgelegt wurden, beförderte ihn dieser zum Leutnant.
Jacobi wurde vom König wegen seiner Kenntnisse in den philosophischen und mathematischen Wissenschaften zur Unterrichtung der „Oberoffiziere als Feuerwerker und Bombardiers“ bestellt. Zwar ist eine eigentliche Artillerieakademie in Preußen erst 1791 errichtet worden. Vor dem Siebenjährigen Krieg (1756–1763) und nachher bestanden jedoch sogenannte Collegia, welche von Offizieren, Unteroffizieren, Feuerwerkern und Bombardieren besucht wurden. 1754 wurde das sogenannte "Jacobische Collegium" errichtet, das durch Jacobi geleitet wurde. Friedrich der Große nannte den seit Jacobi erteilten Unterricht die "Artillerie-Schule".
Schon im Alter von 28 Jahren wurde er im Jahre 1752 ordentliches Mitglied der Königlich-Preußischen Akademie der Wissenschaften.
Jacobi war der Erste, der in seinen Vorlesungen sich ernstlich und gründlich mit der Flugbahn der Geschosse beschäftigte. Er zog dabei den Fall der Körper im freien Raum, den Widerstand der Luft und die Anfangsgeschwindigkeit der Geschosse in Betracht. Er zeigte auf, dass zur Erzielung einer größeren Wahrscheinlichkeit des Treffens notwendig sei, unter allen brauchbaren Ladungen sich der stärksten in Verbindung mit der kleinsten Elevation zu bedienen, und handelt darauf die Flugbahn des Rollschusses ab. Das wahrscheinlich erst um die Mitte des 18. Jahrhunderts eingeführte Riloschettiren machte er zu einem besonderen Gegenstand einer wissenschaftlichen Untersuchung und schrieb 1756 eine eigene Abhandlung darüber, in welcher er zugleich die Theorien des Philosophen, Mathematikers, Physikers und Astronomen Galileo Galilei (1564–1641) einer Prüfung unterwarf. Ebenso schrieb er einen Vortrag über den Gebrauch der flachen Spiegel zur Beobachtung der eigenen Schüsse und zum Aufnehmen des Terrains vor einer angegriffenen Front. Ferner lehrte er, aus der Länge des Geschützes und dem Elevationswinkel den Aufsatz, so wie aus diesem und der gedachten Länge den Elevationswinkel durch trigonometrische Operationen zu finden.
Im August 1755 besuchte König Friedrich II. ein Manöver in Spandau, bei dem mit Mörsern geschossen wurde. Er überzeugte sich von der Geschicklichkeit des Leutnants Jacobi, lobte ihn sehr und sagte ihm, dass seine Erwartungen übertroffen worden seien.
1756 schrieb Jacobi ein ausführliches Werk über das Ricochettieren und die Regeln, bei deren Befolgung die beste Wirkung erzielt wurde.
Im zweiten Jahr des Siebenjährigen Krieges hatte Friedrich II. beschlossen, in Böhmen einzudringen und Prag zu erobern. Jacoby nahm an dem Gefecht bei Reichenberg (21. April 1757) und der Schlacht bei Prag (6. Mai 1757) teil, bei der die Preußen zwar siegten. Die Preußen wurden aber schließlich in der Schlacht bei Kolin (18. Juni 1757) geschlagen und erlitten die erste Niederlage im Siebenjährigen Krieg.
Bei der Belagerung von Olmütz im Juni 1758 wurde Jacobi von einer feindlichen Kanonenkugel getroffen und tödlich verwundet.
Als Nicolai die o. g. Anmerkung zu dem Brief von Mendelssohn an Lessing schrieb, war Jacobi schon gestorben.

## Biographie
- Eloge de M. Jacobi, Abhandlungen der Königlichen Akademie der Wissenschaften zu Berlin, 1769, 520ff, digital in französischer Sprache